# De Valtoren
De Valtoren is een attractie in het Belgische attractiepark Plopsaland Belgium en opende op 25 juni 2011 tijdens de avant-première. Deze attractie ligt in de indoor themazone Mayaland.
Bezoekers nemen plaats op een tweezitbank. De attractie beschikt over een heupbeugel per twee personen. De attractie is zo ontworpen dat het plaats biedt aan slechts een volwassene en een kind onder 1 meter 20. Vanaf 1 meter 20 dient deze attractie verplicht alleen gedaan te worden.
Deze attractie is van het type family free fall tower van de fabrikant Zierer. Tijdens de rit gaan de gondels omhoog en vallen ze vervolgens terug naar beneden. De attractie gaat in totaal 12 maal omhoog.
De naam Valtoren komt er omdat de attractie na het omhoog gaan een valbeweging maakt naar onderen.

## Trivia
In Plopsaland Ardennes, Plopsa Indoor Hasselt, Plopsa Indoor Coevorden, Plopsaland Deutschland, Majaland Kownaty, Majaland Warszawa, Majaland Gdańsk en Majaland Praha staan attracties van hetzelfde type. De exemplaren in Hasselt en Coevorden zijn gethematiseerd naar een vuurtoren. In Plopsaland Ardennes en Plopsaland Deutschland zijn deze net als in Plopsaland Belgium in thema van Maya de Bij. De versies in Kownaty en Warschau zijn in thema van Vikings. Het exemplaar in Praag heet Het Vallend Blad. Het exemplaar in Gdańsk heeft de vorm van een paddenstoel. Opmerkelijk is dat de vier laatst genoemde exemplaren individuele beugels hebben, terwijl de rest één beugel per twee personen heeft.
Afbeeldingen
Afbeeldingen